# Husztót
Husztót é um município da Hungria, situado no condado de Baranya. Tem 6,75 km² de área e sua população em 2019 foi estimada em 57 habitantes.